# Przelewy24
Przelewy24 – serwis płatności internetowych firmy PayPro S.A., bramka płatności, działająca jako system płatności internetowych, który daje możliwość dokonywania oraz otrzymywania wpłat przez Internet pomiędzy osobami posiadającymi konto w serwisie (będącymi sprzedawcami) oraz klientami. Serwis Przelewy24 daje możliwość płacenia kartą kredytową, Apple Pay, Google Pay, przelewem bankowym, BLIKiem bądź poprzez płatności odroczne takie jak np. PayPo bądź eRaty.
Przelewy24 to serwis istniejący od 2004 roku. W ramach konsolidacji w roku 2020 nastąpiło połączenie spółek PayPro wraz z Dotpay i eCard. Na chwile obecną serwis Przelewy24 oferuje ponad 400 dostępnych dla klientów form płatności.

## Ważne daty dla serwisu
- W 2004 roku powstaje serwis Przelewy24 (wcześniej DialCom 24).
- W 2006 roku serwis posiadał największą ilość dostępnych metod płatności spośród bramek płatniczych na rynku, zdobywając pozycję lidera polskiego rynku eCommerce.
- W 2010 roku serwis uruchomił płatności pozwalające na przeprowadzenie transakcji wielowalutowych.
- W 2012 roku serwis zatrudnił 100-ego pracownika.
- W 2016 roku serwis zdobył nagrodę Ekomers.
- W 2019 roku serwis Przelewy24 posiadał 100 000 zarejestrowanych partnerów.
- W 2020 roku nastąpił strategiczny alians z Nets, liderem rynku usług płatniczych w krajach nordyckich i regionie DACH (Niemcy, Austria, Szwajcaria) a serwisem Przelewy24. Połączenie z Dotpay i eCard.
- W 2021 roku serwis Przelewy24 wypuścił swój własny produkt i metodę płatności P24NOW, czyli ogólnodostępny limit odnawialny, z możliwością spłaty na raty lub do 54 dni później.[1]
- W 2024 roku serwis Przelewy24 przekroczył liczbę 300 000 zarejestrowanych sprzedawców w systemie płatności.
- W 2024 roku serwis Przelewy24 obchodził swoje 20-ste urodziny.

## Zdobyte nagrody
- Certyfikat Wiarygodności Biznesowej (2014 r.)[2]
- eDukat (2020 r.)[2]
- eCommerce Polska Awards (2022 r.)[2]
- Diament Forbes (2024 r.)[2]